# 315 Dywizja Strzelecka (ZSRR)
315 Dywizja Strzelecka (ros. 315-я стрелковая дивизия) – związek taktyczny (dywizja) Armii Czerwonej.
Sformowana w lutym 1942 w Barnaule, potem przerzucona na zachód. Brała udział w walkach pod Stalingradem i na Krymie.